# Galswinthe
Vous lisez un « bon article » labellisé en 2022.
Titre
Reine des Francs
Galswinthe, Galeswinthe ou Galesvinthe, née vers 550 et morte en 568, est une princesse wisigothe devenue reine des Francs par son mariage avec le roi Chilpéric Ier.
Fille du roi d'Espagne Athanagild, elle est donnée en mariage au roi des Francs Chilpéric en 568. Quelques mois plus tard, le roi la fait éliminer pour pouvoir se marier avec sa maîtresse, la servante Frédégonde. Ce meurtre relance la guerre civile qui sévit entre les rois francs Chilpéric, Gontran et Sigebert.
Le poète Venance Fortunat lui consacre une œuvre sur le modèle du Rapt de Proserpine du poète latin Claudien. Galswinthe y est décrite comme une femme qui doit accomplir un voyage funeste pour accéder au Ciel comme une martyre. Un passage du poème, également évoqué par l'évêque Grégoire de Tours, rapporte le miracle d'une lampe qui tombe sur le pavé sans se briser. Ce passage est utilisé plus tard dans les œuvres littéraires d'Augustin Thierry, de Marcel Proust et de Catherine Colomb.
Le meurtre de Galswinthe choque les chroniqueurs ultérieurs qui le mettent en avant. Les différents manuscrits des Grandes Chroniques de France (XIIIe au XVe siècle) illustrent notamment le meurtre de Galswinthe par Chilpéric par des enluminures. Des peintres des XIXe et XXe siècles livrent également des tableaux représentant Galswinthe.

## Contexte

### Les sources
Galswinthe (signifiant en germanique « Énergique dans la foi » ) est essentiellement connue grâce à l’Histoire des Francs de l'évêque Grégoire de Tours (538/539-594) finalisée à l'été 591. Galswinthe est également le sujet de la cinquième composition du sixième livre de Poèmes (566-567) de Venance Fortunat (530/540-après 600).

### Les royaumes des Francs et des Wisigoths auVIesiècle
Les Francs sont les maîtres incontestés de la Gaule depuis le début du VIe siècle et la bataille de Vouillé. Les Wisigoths gouvernent eux depuis le milieu du Ve siècle une grande partie de l'Espagne ainsi que quelques cités dans le sud de la Gaule, le long de l'actuel littoral languedocien.

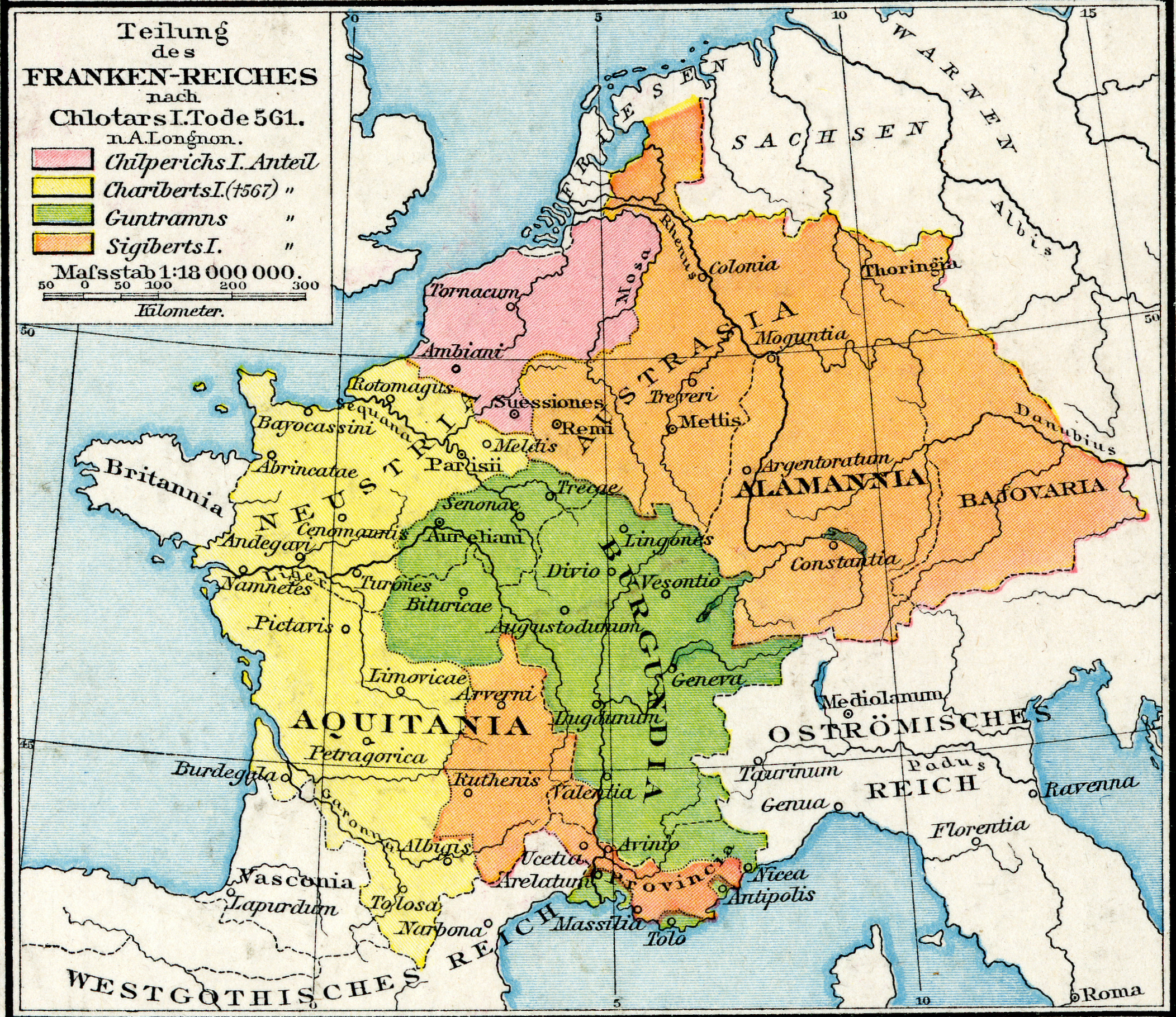
La Gaule en 561, après le partage du royaume des Francs entre les fils de Clotaire.

En 531, le roi Wisigoth Amalaric meurt sans descendance. Avec lui disparaît le dernier membre de la famille des Balthes qui dirige le peuple wisigoth depuis plus d'un siècle. Désormais sans dynastie à sa tête, l'Espagne wisigothe entre dans une période d'instabilité. Theudis, le tuteur du roi décédé, devient son successeur, mais il est assassiné en 548. Son successeur  Theudegisel, connaît le même sort l'année suivante. Il est remplacé par un certain Agila.
En 561, le roi des Francs Clotaire meurt et son royaume est partagé entre quatre de ses fils : Caribert (ou Charibert), Gontran, Sigebert (ou Sighebert) et Chilpéric (ou Chilpérich). L'ouest est pour le premier, le sud-est pour le deuxième, le nord-est pour le troisième et le nord pour le dernier. Fin 567, Caribert, l'aîné des fils de Clotaire, meurt sans héritier mâle. Ses frères se partagent alors son domaine,,. La région d'Aquitaine se retrouve particulièrement fragmentée.

## Biographie
Galswinthe naît vers 550. Elle est la fille aînée des nobles wisigoths Athanagild et Goswinthe,,. Elle a pour sœur cadette Brunehilde (ou Brunehaut). Elles sont toutes deux élevées dans la foi arienne dans la ville de Tolède. Galswinthe semble être plus fragile, plus molle et plus craintive que sa sœur Brunehilde,.
Peu après le début de son règne en 550 ou 551, le roi wisigoth arien Agila doit faire face à une révolte de la noblesse hispano-romaine de la province de Bétique. À la suite de sa défaite militaire près de Cordoue, sa légitimité est mise en cause par la population catholique ainsi que par une partie de la noblesse arienne menée par Athanagild, le père de Galswinthe,.

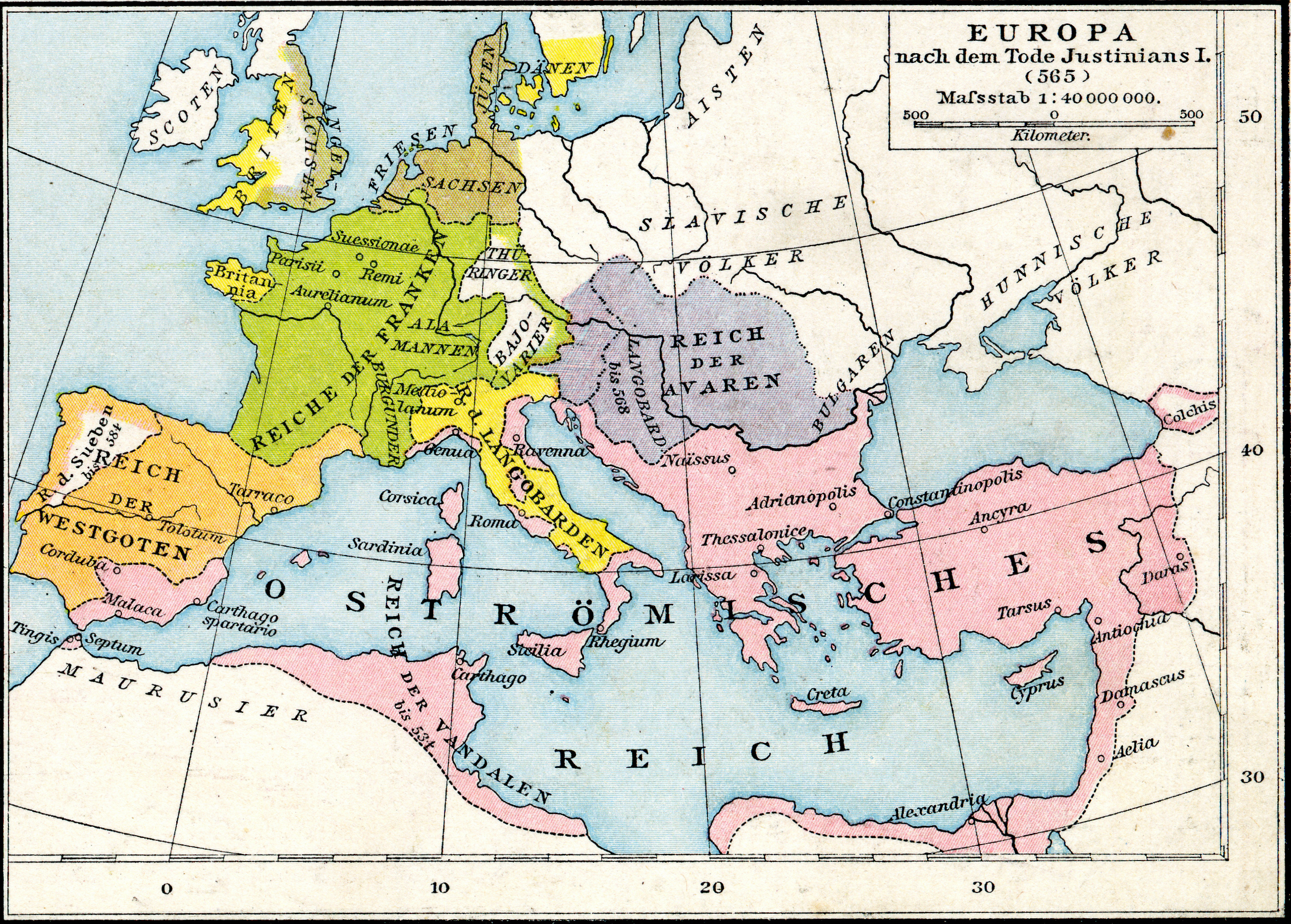
L'Europe en 565, à la mort de l'empereur Justinien.

Celui-ci demande l'aide de l'empereur d'Orient Justinien, qui vient successivement de conquérir l'Afrique du Nord et l'Italie. L'empereur lui envoie une forte armée sous le commandement de Libère,. En 554, grâce à l’aide de l'armée impériale, Athanagild vainc Agila près de Séville. Puis, il est proclamé roi après l'assassinat de son rival par ses propres troupes à Mérida,. Les forces de l'empire d'Orient en profitent alors pour s’emparer de quelques villes du sud-est de la péninsule ibérique : Carthagène, Malaga, Cordoue et Asidona. Athanagild établit sa capitale à Tolède.
La situation du roi Athanagild est cependant fragile. Il est menacé par le royaume des Suèves à l'ouest, par l'empire d'Orient au sud, par l'ambition du roi Gontran au nord et par les nobles wisigoths jaloux de garder à la couronne son caractère électif. Il donne ainsi volontiers sa fille cadette Brunehilde en mariage au roi Sigebert en 566,,. Il fait de même pour Galswinthe, qui est demandée en mariage par le roi Chilpéric début 568,,,,,. Par cette stratégie matrimoniale, Athanagild accomplit deux actes primordiaux : d’abord un énorme transfert de richesses, mais aussi une reconnaissance mutuelle d’honneur entre deux adversaires qui se craignent mutuellement. L’évêque Grégoire de Tours indique que Chilpéric éprouve pour Galswinthe « un grand amour car elle avait apporté avec elle de grands trésors »,,,,,. En effet, le cortège de la princesse est constitué de plusieurs chariots avec de nombreux présents, de grandes richesses et des troupes pour les protéger. Le poète Venance Fortunat, qui voit passer à Poitiers l'escorte de Galswinthe, décrit une « tour d’argent roulante » dont il vante la « pompe royale »,. Fortunat, mentionne que la nourrice de Galswinthe l'accompagne dans sa nouvelle patrie et s’est engagée auprès de la reine des Wisigoths Goswinthe à veiller sur sa fille,.

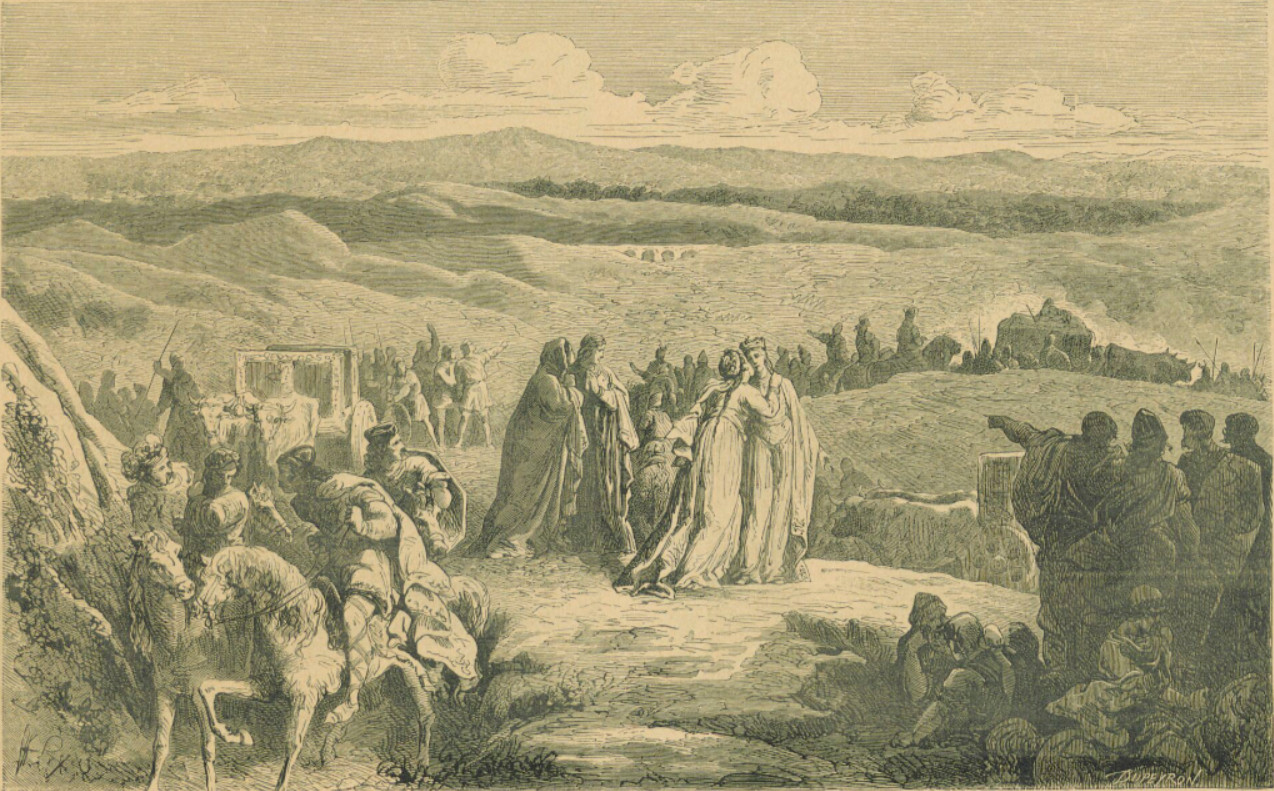
Départ de Galswinthe pour la Gaule, illustration de l'ouvrage Histoire de France en cent tableaux (1890) de Paul Lehugeur.

En échange des présents et richesses que lui apporte Galswinthe, Chilpéric offre une dot à sa femme : les cités de Limoges, Bordeaux, Cahors, Béarn et Bigorre avec tous leurs territoires et leur population,,,,. Ces cités sont toutes localisées en Aquitaine et donc voisines du royaume du père de Galswinthe,. Cela renforce les liens d’affinité entre les deux royaumes. La dot qu'offre Chilpéric, dénommée également « don du matin », est la plus importante de l'époque mérovingienne,,,.
En juillet 568,,, Galswinthe et son escorte quittent Tolède en franchissant le Tage par la porte d'apparat située au niveau de l'actuel pont d'Alcántara. L'équipage accomplit alors un long détour par Narbonne, Carcassonne et la vallée de la Garonne pour éviter le peuple belliqueux des Vascons,,. Il gagne ensuite Poitiers, où il est aperçu par le poète Venance Fortunat,. L'ancienne épouse du roi Clotaire, Radegonde, qui est retirée dans le monastère qu'elle a fondé dans cette ville, échange des messages avec Galswinthe durant l'arrêt de l'équipage,. Celui-ci poursuit sa route en passant par Tours, traverse en barque la Vienne, franchit la Loire, la Seine puis arrive à Rouen,.

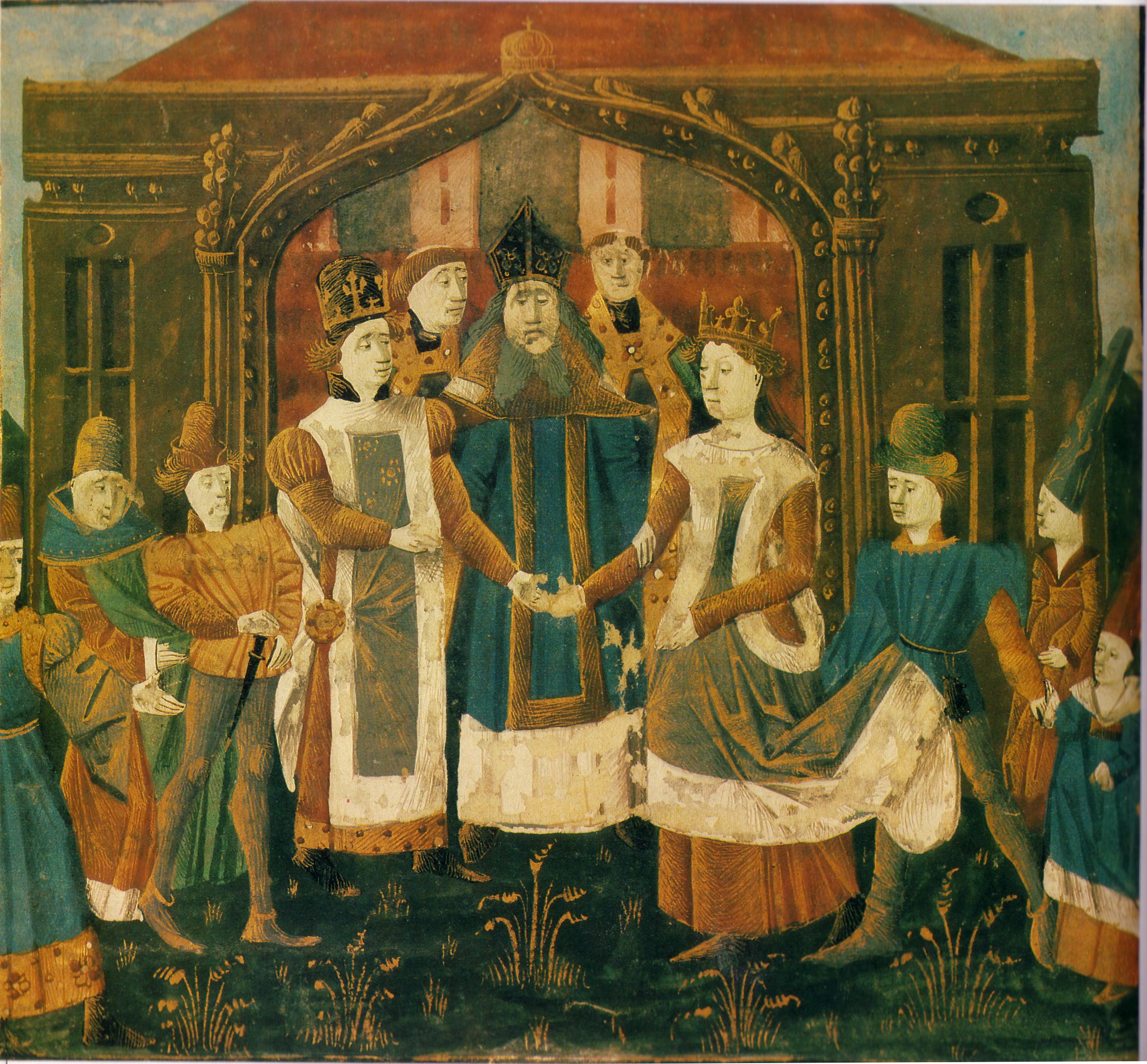
Mariage de Chilpéric et Galswinthe (Bibliothèque nationale de France, manuscrit 2610, folio 31 verso), XVe siècle.

Après avoir été accueillie avec « beaucoup d'honneurs », Galswinthe se convertit au catholicisme. Elle épouse ensuite Chilpéric et devient ainsi reine des Francs,,,,. Cependant la reine découvre très rapidement que le roi aime une autre femme, la servante Frédégonde,,. Ne parvenant pas à la faire chasser et n'obtenant aucune considération de la part de Chilpéric, Galswinthe demande la permission de rentrer librement en Espagne,,,,. Elle promet même au roi de lui laisser les trésors qu'elle a apportés,,. Le roi nie être amoureux de Frédégonde et tente de rassurer Galswinthe,,.
Mais, à Tolède, le roi Athanagild meurt en octobre 568,,. Sans héritier mâle, c'est Liuva, un autre noble wisigoth, qui lui succède. Poussé par Frédégonde et craignant que Galswinthe ne rentre chez elle en emportant sa dot, Chilpéric décide de l'éliminer,. Il la fait étrangler par un esclave pendant son sommeil,,,,,,. Galswinthe, simple instrument de l'alliance avec l'Espagne, ne présente plus grand intérêt, Chilpéric peut s'en défaire sans risque,.
L'évêque Grégoire de Tours rapporte un miracle qui se serait produit peu après l'inhumation de la reine. Une lampe suspendue devant son sépulcre tombe sur le pavé et « s'y enfonce comme dans une matière molle » sans se briser. Quant au roi Chilpéric, il épouse Frédégonde quelques jours après avoir porté le deuil de Galswinthe,,,.

## Conséquence du meurtre de Galswinthe

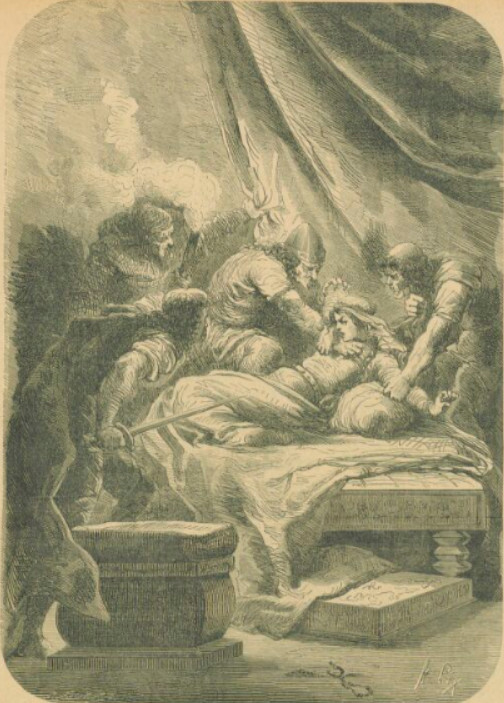
Meurtre de Galswinthe, illustration de l'ouvrage Histoire de France en cent tableaux (1890) de Paul Lehugeur.

Bien que la guerre civile qui oppose les fils du roi Clotaire n'ait pas débuté avec l'assassinat de Galswinthe, cet événement contribue à entretenir la haine entre les différents royaumes francs,. La reine Brunehilde (ou Brunehaut) incite son mari Sigebert à venger le meurtre de sa sœur et à attaquer Chilpéric,,,,,. La guerre reprend donc en 570. En 573, la médiation du roi Gontran permet à Brunehilde de récupérer les territoires que Chilpéric avait donnés à Galswinthe lors de leur mariage : les cités de Bordeaux, Limoges, Cahors, Béarn et Bigorre,,,,,.
Cependant, le conflit reprend de plus belle et aboutit après plusieurs campagnes à une offensive des Francs de l'est dans le royaume de Chilpéric en 575. Ce dernier est proche de la capitulation mais Sigebert est assassiné,,. Childebert, le fils de Sigebert, est proclamé roi. Trop jeune, il ne peut empêcher son oncle Chilpéric de reprendre en 576 les territoires cédés à Brunehilde. En 584, c'est au tour de Chilpéric d'être assassiné,. Il laisse lui aussi un jeune enfant comme héritier. Les rois Gontran et Childebert se jettent sur l'Aquitaine et s'en disputent la possession. Finissant par se réconcilier, ils signent en 587 un traité à Andelot. La reine Brunehilde reçoit en pleine propriété la cité de Cahors avec tous ses territoires et sa population, alors que Gontran conserve les autres cités en usufruit sa vie durant. À sa mort, elles reviendront à Brunehilde ou à ses héritiers,.

## Le poème de Venance Fortunat

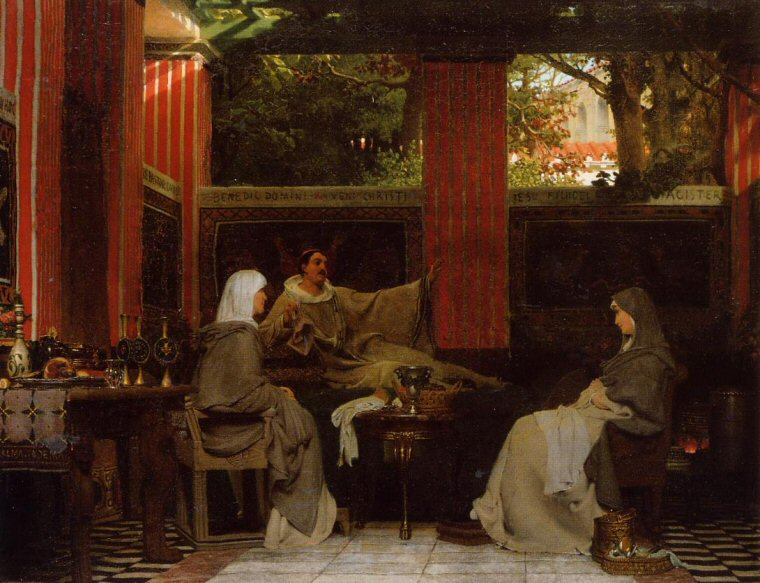
Venance Fortunat lisant ses poèmes à Radegonde, tableau de Lawrence Alma-Tadema (1862).

Le poète Venance Fortunat consacre à Galswinthe une œuvre de trois cent soixante-dix vers. Elle est composée peu après l’assassinat de celle-ci et destinée à consoler sa mère Goswinthe et sa sœur Brunehilde (ou Brunehaut),. C'est une lettre officielle de condoléances envoyée par la cour du roi Sigebert à la cour d'Espagne,. Elle apparaît aussi comme une œuvre de propagande destinée aux Grands du royaume des Francs,. Il s'agit d'un véritable réquisitoire contre Chilpéric. L'essentiel de la charge contre le roi réside dans le rapport que le texte entretient avec Le Rapt de Proserpine du poète Claudien (vers 370 – vers 404).
Le poète décrit Galswinthe quittant Tolède et s'arrachant aux embrassements de sa mère consternée pour partir épouser le roi Chilpéric à Rouen,,. Fortunat évoque la frayeur éprouvée par la princesse à l’idée de s’expatrier et la souffrance de sa mère qui ne sait si elle reverra sa fille,. La tristesse se propage ensuite aux grands, aux domestiques, au palais, à la ville et même au roi. Bien qu'imaginée, cette scène décrivant l'attachement d'une mère pour sa fille est sans doute composée à partir d'informations fournies par Brunehilde. Telle Iphigénie, Galswinthe s’avance vers le sacrifice. Elle ignore tout de son nouveau pays. Elle est à la fois exilée et étrangère. Ce passage du poème reproduit l'enlèvement de Proserpine par l'odieux Pluton, le dieu des Enfers. Le voyage du convoi nuptial vers le royaume de Chilpéric peut être aussi interprété comme une entrée progressive dans les Enfers symbolisée par l'évocation des cinq fleuves. Chez Claudien ce sont le Styx, le Léthé, le Phlégéthon, l'Achéron et le Cocyte. Pour le voyage de Galswinthe, il s'agit de l'Aude, du Rhône, de la Vienne, de la Loire et de la Seine.
La jeune fille accepte finalement sa nouvelle existence et se convertit au catholicisme. Prudent, Venance Fortunat tait qu'elle a été assassinée sur ordre de son époux,. Le poète préfère insister sur le « signe miraculeux » de la lampe tombant à terre sans s’éteindre et brillant toujours en l’honneur de la jeune reine, signe de sa montée au Ciel,,. « Triomphant avec Marie, la radieuse mère du Seigneur, elle sert Dieu dans l’armée du Roi Éternel. Par sa réconciliation à l’Église, elle a trouvé grâce, elle brille par une mort précieuse. Ayant abandonné son ancienne robe, elle est aujourd’hui couverte d’un beau vêtement. »
Fortunat utilise deux métaphores empruntées à l'œuvre de Claudien. La première est celle des « deux tours » venues de Tolède dont l'une gît à terre. L'arrivée du roi des Enfers se traduit elle aussi chez Claudien par un grand fracas où « les tours se heurtent ; ébranlées en leurs fondements, les cités penchent puis s'écroulent ». La seconde métaphore est celle de la voix du « Tonnant » qui résonne. Elle ne désigne pas seulement l'intervention du Dieu de l’Ancien Testament mais aussi celle d'un autre « Tonnant », le dieu Jupiter, père de Proserpine.
Dans le poème, le monde physique intervient par « l’empathie de la nature ». Toute la terre espagnole compatit à la tristesse de Goswinthe au départ de sa fille : « les vallées s’emplissent de larmes et les forêts gémissent ». Plus loin après la mort de la reine, les sources, les forêts, les fleuves, les champs font écho à la douleur de sa sœur Brunehilde.

## Postérité

### Chroniques postérieures
Les chroniques postérieures à l’Histoire des Francs (fin du VIe siècle) de l'évêque Grégoire de Tours reprennent régulièrement l'histoire de Galswinthe. L'assassinat de Galswinthe choque les chroniqueurs. Aimoin de Fleury (fin du Xe siècle) écrit que Chilpéric est « un grand fou de femme ». L'anonyme (début du XIIIe siècle) qui rédige la chronique dite de Chantilly-Vatican est profondément indigné qu'un roi puisse supprimer sa femme. Chilpéric est pour lui un tyran et un grand félon. Il s'étonne que le roi n'ait « point de honte d'occire sa femme si vilainement ».

### Les miniatures médiévales du meurtre de Galswinthe
Dans les Grandes Chroniques de France (XIIIe siècle au XVe siècle), le meurtre de Galswinthe par Chilpéric est illustré par une miniature dans au moins vingt-trois des différents manuscrits connus. Elle figure la reine soumise au roi qui semble avoir sur elle droit de vie et de mort. L'importance de ce thème dans les manuscrits indique qu'à l'époque de leur rédaction, il est considéré comme un moment fort de la période mérovingienne. Le pouvoir monarchique est clairement établi comme l’atteste l’espace architectural dans lequel se déroule le meurtre sur plusieurs enluminures. Au cœur de cette image, le roi serre de ses propres mains le cou d’une Galswinthe paisiblement endormie. Cette image est en rupture avec la vision quasi idyllique du couple modèle Clovis et Clotilde.

Miniatures du meurtre de Galswinthe
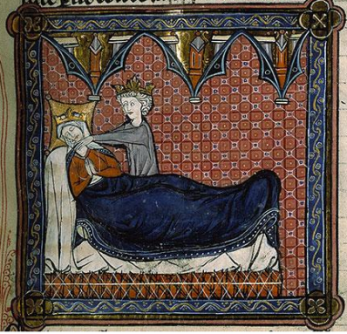
Bibliothèque Sainte-Geneviève, manuscrit Fr. 782, folio 36 recto, vers 1275-1280.
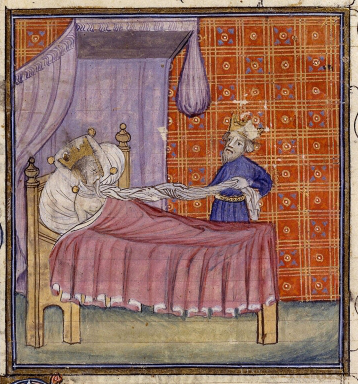
Bibliothèque nationale de France, manuscrit 2616, fo 31 ro, XIVe siècle.
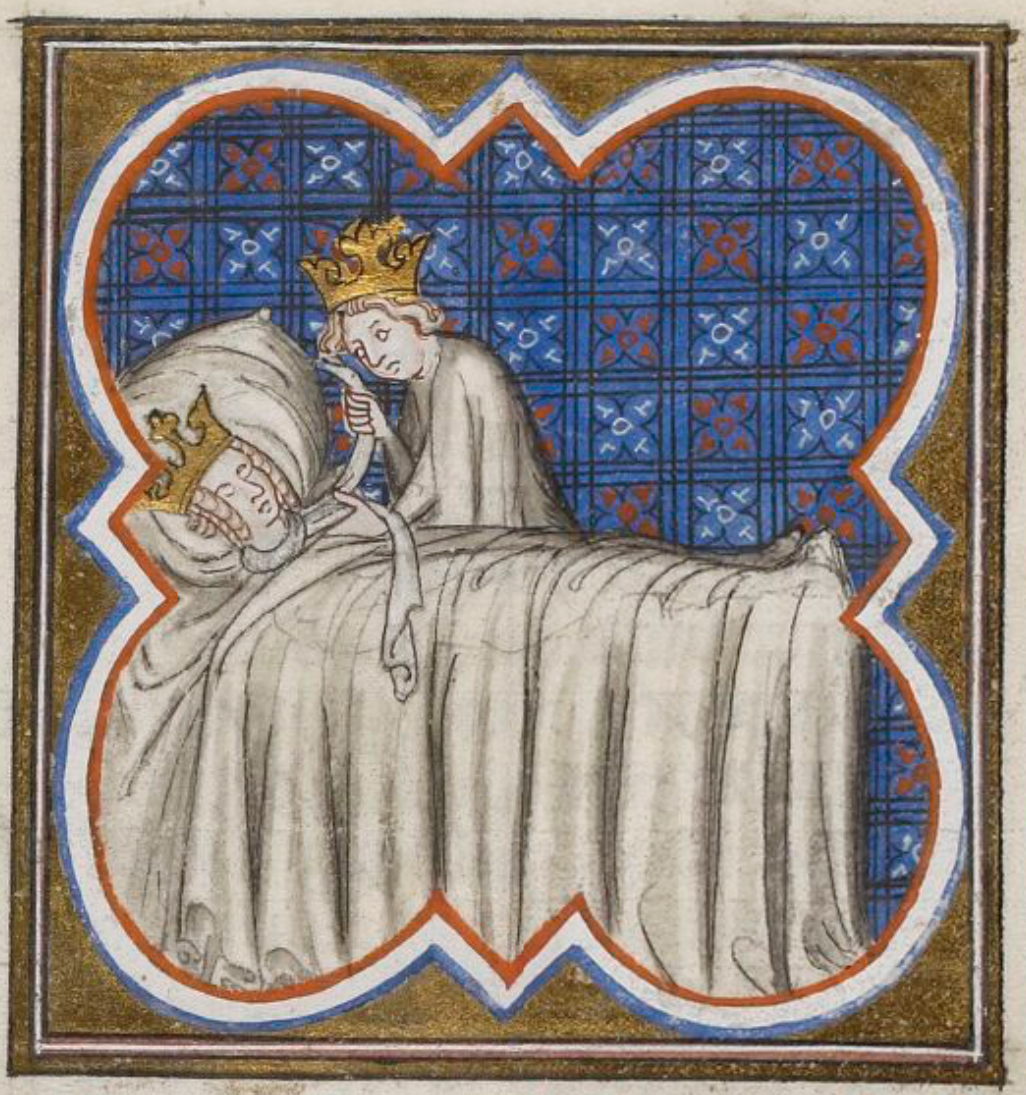
Bibliothèque nationale de France, manuscrit Fr. 10135, fo 36 ro, vers 1370.
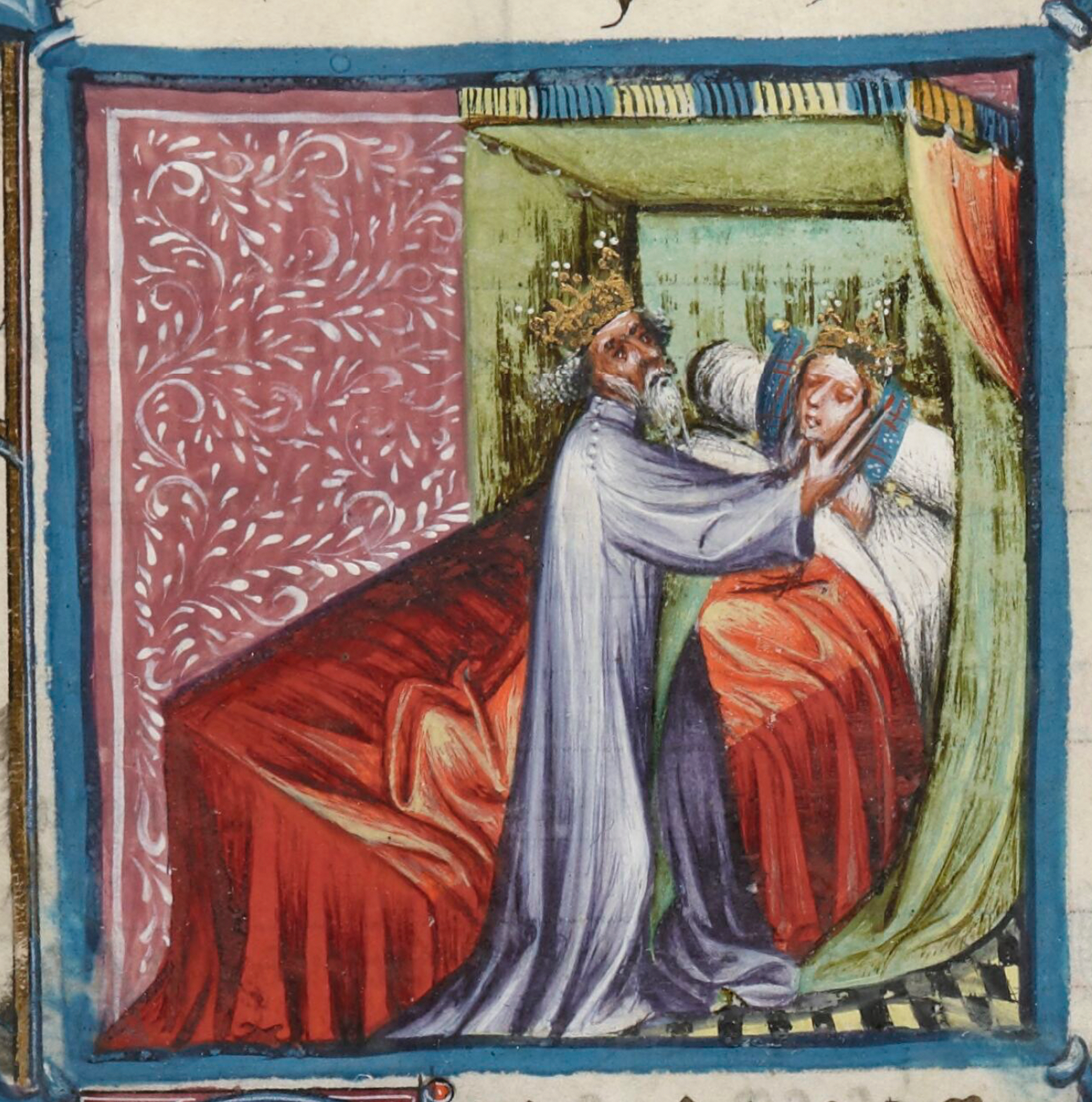
Bibliothèque nationale de France, manuscrit Fr. 2608, fo 36 vo, vers 1390-1400.
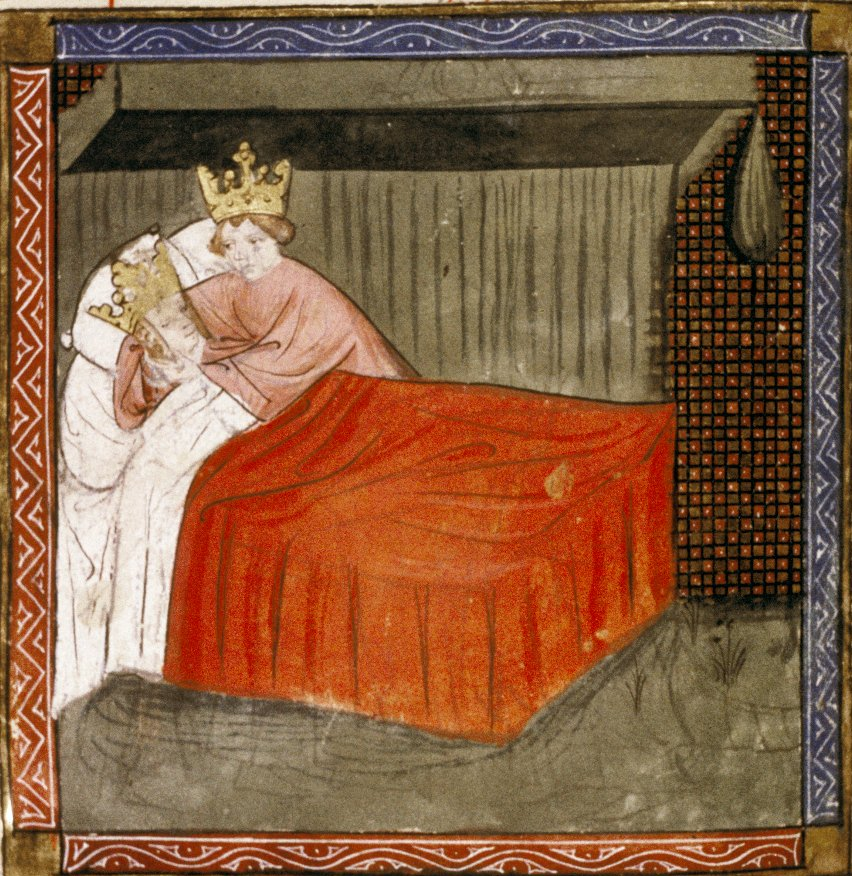
Bibliothèque Bodléienne, manuscrit Douce 217, fo 26 vo, fin du XIVe siècle.
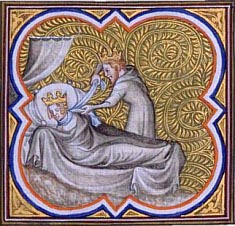
Grandes Chroniques de France de Charles V, Bibliothèque nationale de France, manuscrit Fr. 2813, fo 31 ro, vers 1370-1379.
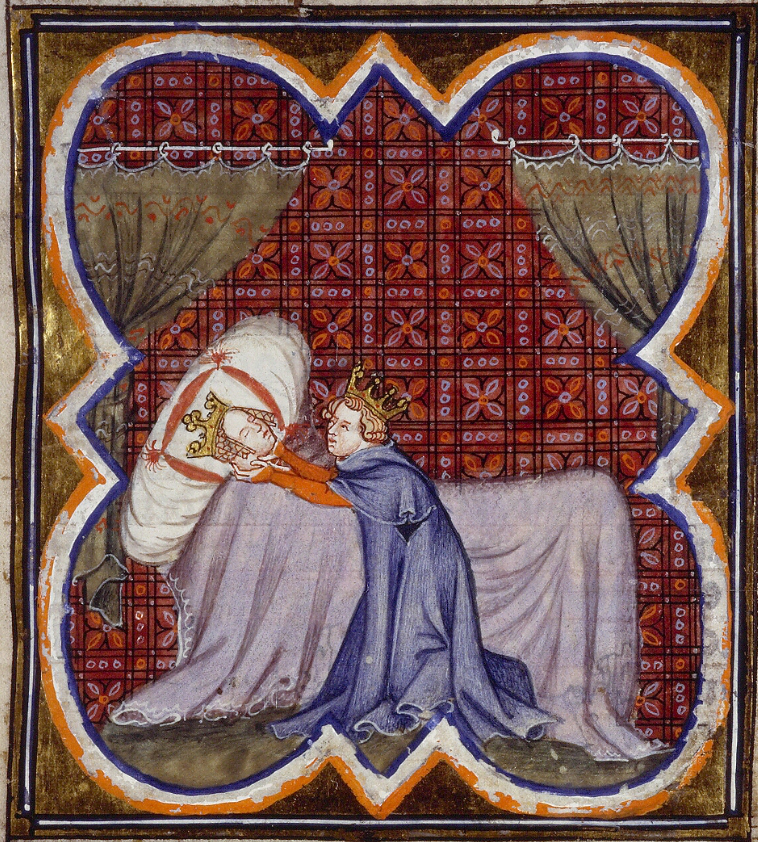
Bibliothèque municipale de Lyon, manuscrit 880, fo 30 ro, fin du XIVe siècle.
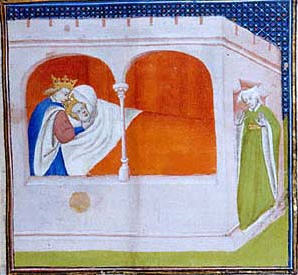
Bibliothèque Morgan, manuscrit 536, fo 26 ro, vers 1410-1412, par le Maître de la Cité des dames.
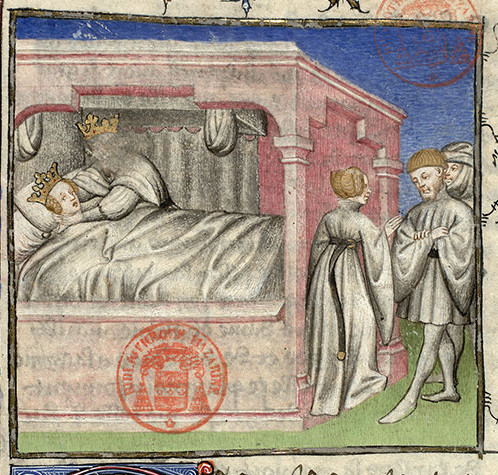
Bibliothèque Mazarine, manuscrit 2028, fo 31 ro, par le Maître de la Cité des Dames, début du XVe siècle.
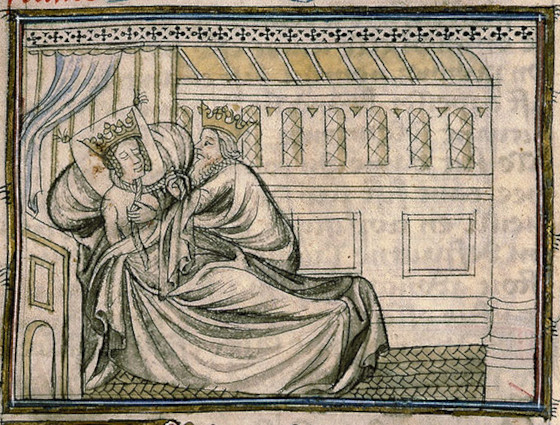
Bibliothèque Sainte-Geneviève, manuscrit 783, fo 27 vo, vers 1390-1410, par Perrin Remiet.
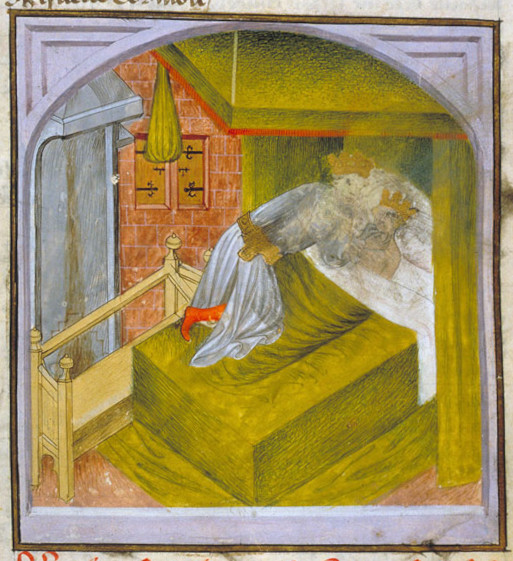
Bibliothèque municipale de Toulouse, manuscrit 512, fo 26 ro, début du XVe siècle.
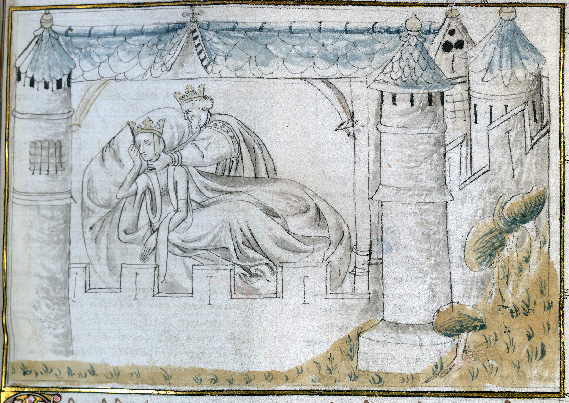
Bibliothèque municipale de Valenciennes, manuscrit 637, fo 32 ro, début du XVe siècle, par Perrin Remiet.
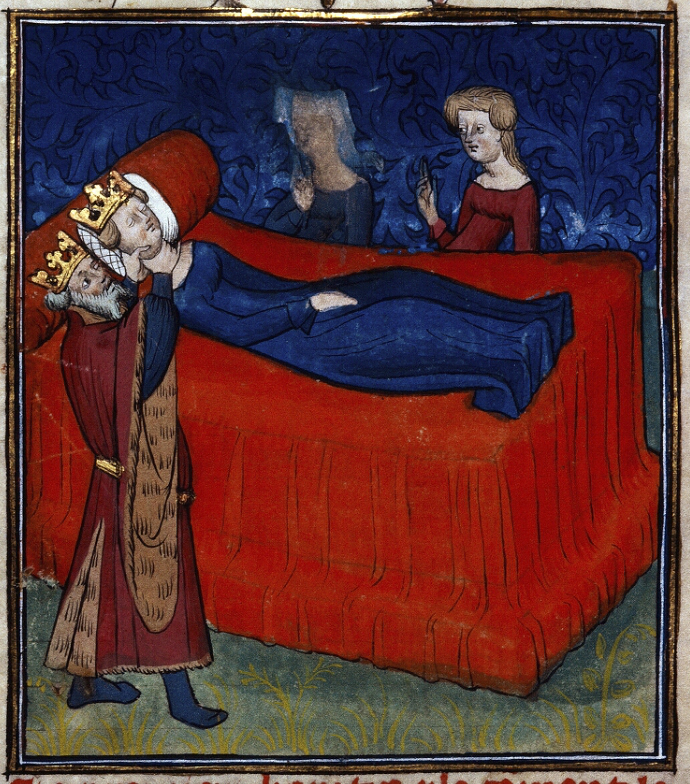
Bibliothèque municipale de Lyon, manuscrit 30, fo 29 vo, début du XVe siècle.

### Les réminiscences du poème de Venance Fortunat: Augustin Thierry, Marcel Proust et Catherine Colomb
L'historien Augustin Thierry (1795-1856) utilise le poème de Venance Fortunat ainsi que l’Histoire des Francs de l'évêque Grégoire de Tours pour rédiger le premier de ses Récits des temps mérovingiens (1840),. Dans son récit, où il donne le rôle central à la terrible Frédégonde, Galswinthe n'est présente qu'à titre de l'une des victimes de la cruelle reine, à l’instar de l'évêque Prétextat de Rouen ou du prince Clovis. Frédégonde incarne à elle seule la violence et l’abandon aux instincts qui, selon Augustin Thierry, caractérisent les barbares francs et wisigoths. Ceux qui n'ont pas ces mœurs sont présentés par l'historien comme anachroniques. Galswinthe est ainsi une « figure mélancolique et douce qui traversa la barbarie mérovingienne comme une apparition d’un autre siècle ». Thierry évoque également dans son texte le miracle de la lampe signalé par Venance Fortunat et Grégoire de Tours. Il reprend le fait que « les assistants avaient vu le marbre du pavé céder comme une matière molle, et la lampe s’y enfoncer à demi ».
L'écrivain Marcel Proust (1871-1922) reprend l’histoire de la reine Galswinthe racontée par Augustin Thierry dans un passage-clé de Du côté de chez Swann (1913),. Augustin Thierry est l'auteur favori de Proust. Le narrateur du roman décrit dans une église une « profonde valve » creusée dans la pierre tombale d’une « princesse franque », résultat de la chute d’une lampe qui, le soir de sa mort, se serait par miracle « enfoncée dans la pierre ». Le mot « valve » est employé quelques pages plus tôt par l'auteur pour décrire ces « gâteaux courts et dodus appelés Petites Madeleines qui semblent avoir été moulés dans la valve rainurée d’une coquille de Saint-Jacques ». Ces pâtisseries sont devenues ensuite l’emblème d'un déclencheur d'une impression de réminiscence : la Madeleine de Proust. La lampe de Galswinthe serait ainsi dans le texte de Proust un prototype de sa fameuse Madeleine. La chute de la lampe évoque également le passage du temps ainsi que les métamorphoses successives de l’église qui séparent la mort de la reine de la visite du narrateur.
La séparation douloureuse de Galswinthe avec sa mère semble également avoir inspiré la scène inaugurale du roman. Proust ne cite cependant pas le prénom de la reine Galswinthe et la présente comme la jeune fille de Sigebert plutôt que comme sa belle-sœur. Le rajeunissement du personnage permet à l’écrivain de lui rendre la pureté de l’enfance et faire paraitre encore plus sauvage son martyre.
La lampe de Galswinthe joue aussi un rôle de premier plan dans l’œuvre de Catherine Colomb, notamment dans son deuxième roman Châteaux en enfance (1945). Colomb a lu le récit d'Augustin Thierry et les écrits de Marcel Proust. L'héroïne du roman, Louise, est rarement nommée ainsi mais plutôt par l’un de ses deux surnoms : la Balsamine ou Galswinthe. Louise est une mémoire vivante de sa famille, qui fait d’elle la gardienne des souvenirs comme la Madeleine de Proust. Son déménagement est plusieurs fois annoncé par l'évocation d'une lampe de cuivre qui, au moment de son départ, se décroche et s'enfonce dans le sol sans se briser comme celle de la reine.

### Galswinthe dans les arts desXIXeetXXesiècles
En 1868, le compositeur et dramaturge Hervé crée un opéra bouffe dénommée Chilpéric. Centré sur le couple Chilpéric et Frédégonde, il met également en scène Galswinthe, Brunehilde (ou Brunehaut) et le maire du palais Landéric (ou Landry). Plusieurs peintres des XIXe siècle et XXe siècle livrent des tableaux sur Galswinthe. Auguste Couder réalise vers 1826 Frédégonde et Chilpéric. Eugène Philastre peint en 1846 le Meurtre de la reine Galswinthe. Lawrence Alma-Tadema produit Frédégonde et Galswinthe vers 1878 et Jean-Paul Laurens peint La mort de Galswinthe en 1906,.

Peintures représentant Galswinthe
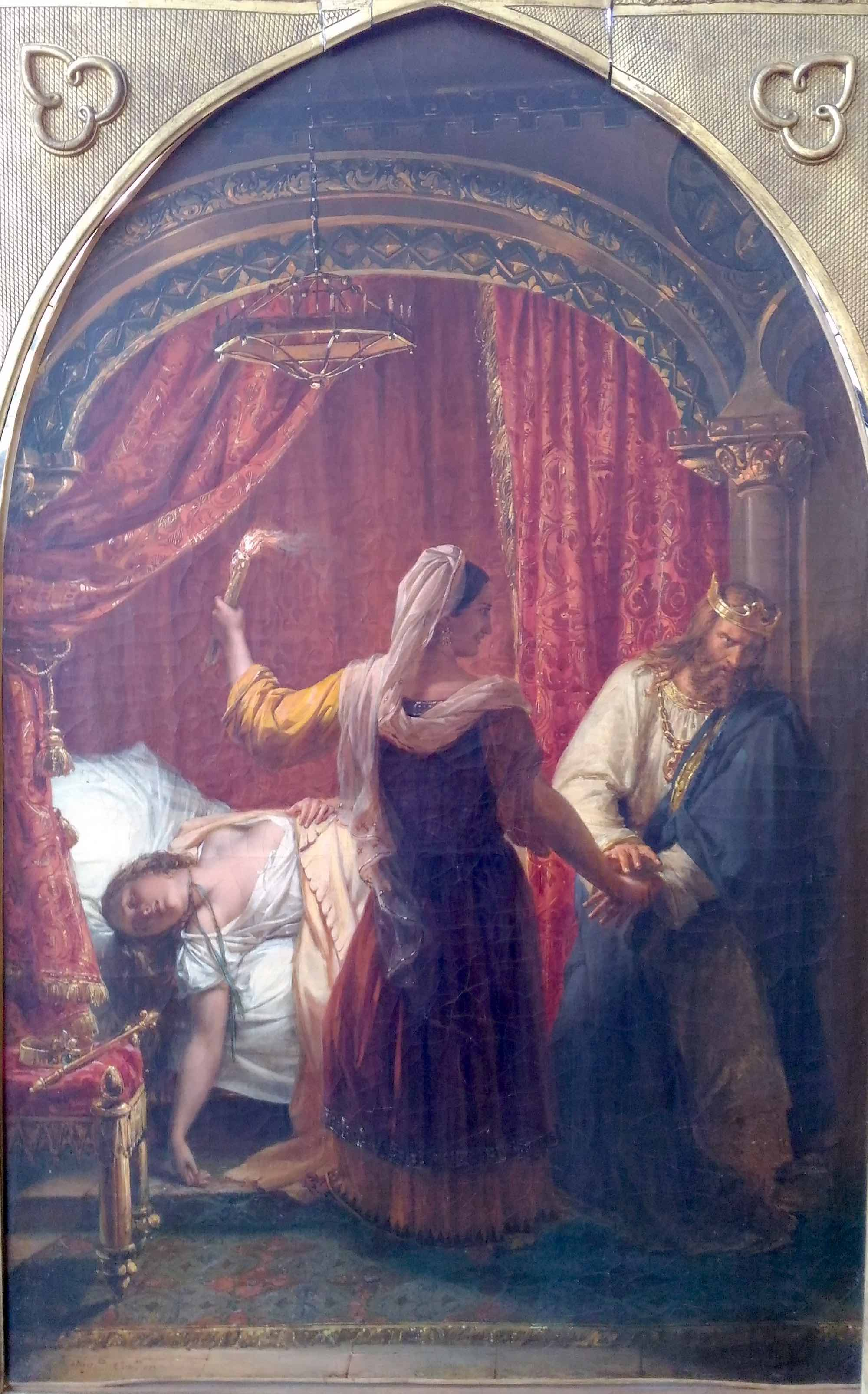
Frédégonde et Chilpéric, vers 1826, d'Auguste Couder.
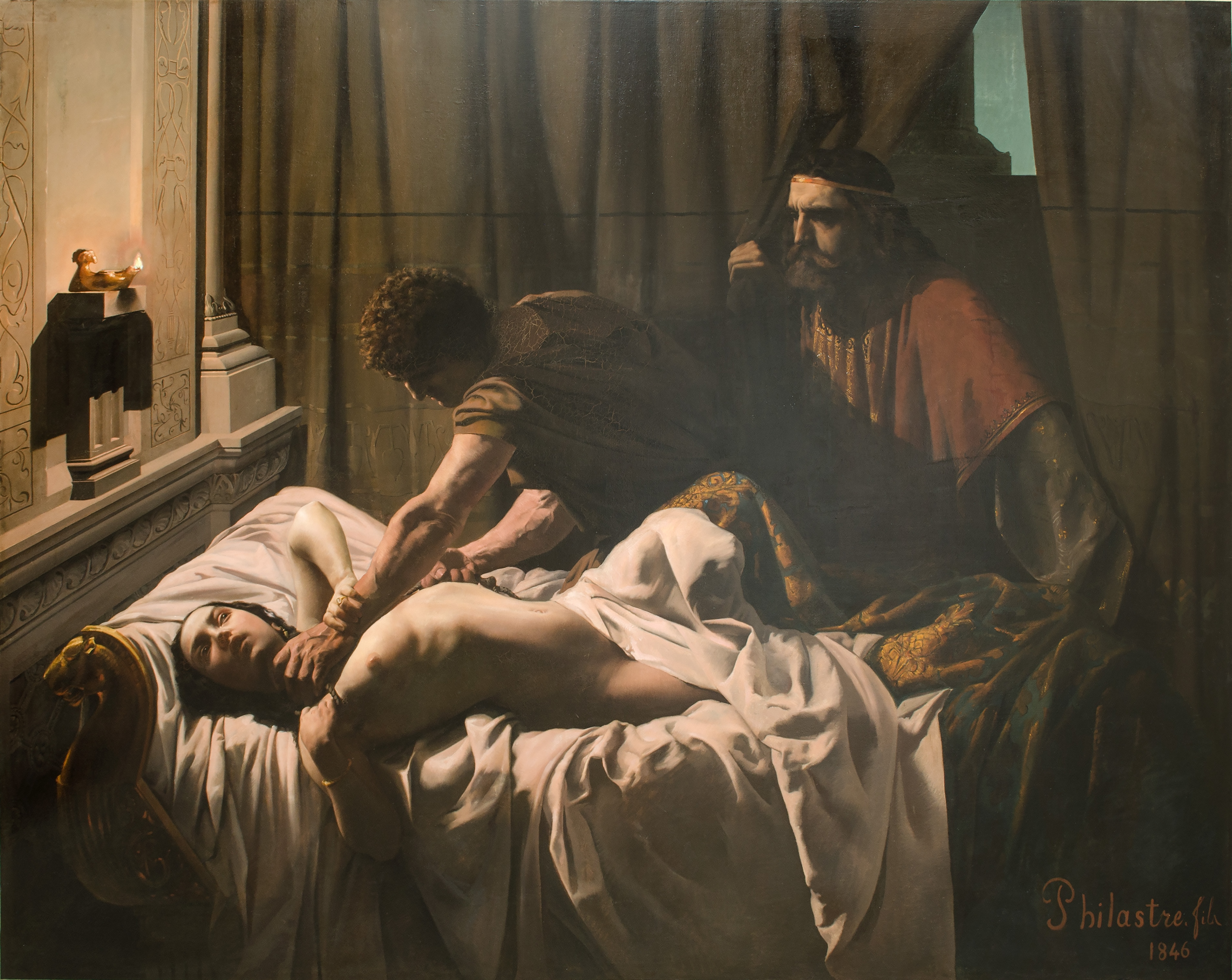
Meurtre de la reine Galswinthe, 1846, d'Eugène Philastre.
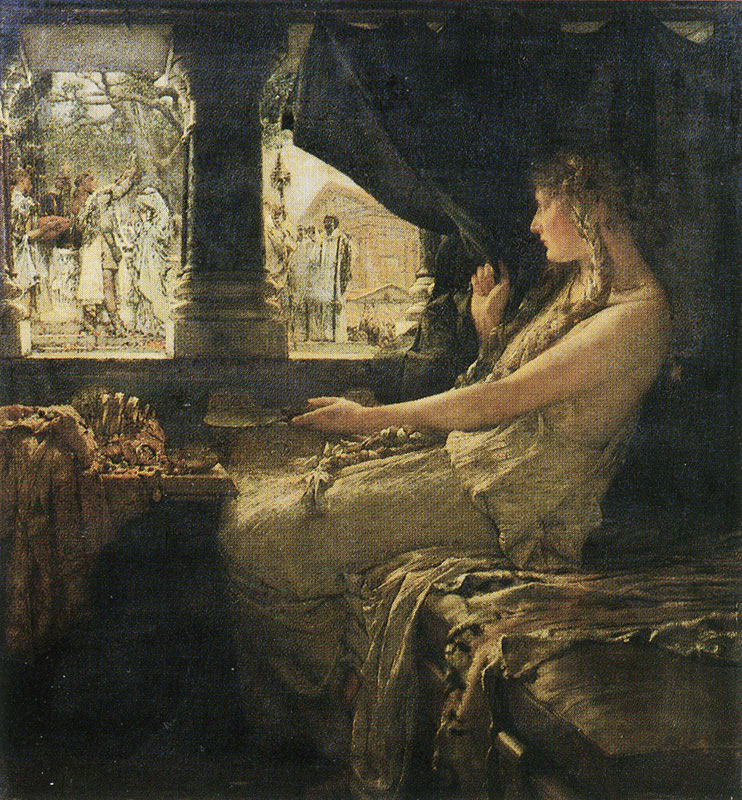
Frédégonde et Galswinthe, vers 1878, de Lawrence Alma-Tadema.
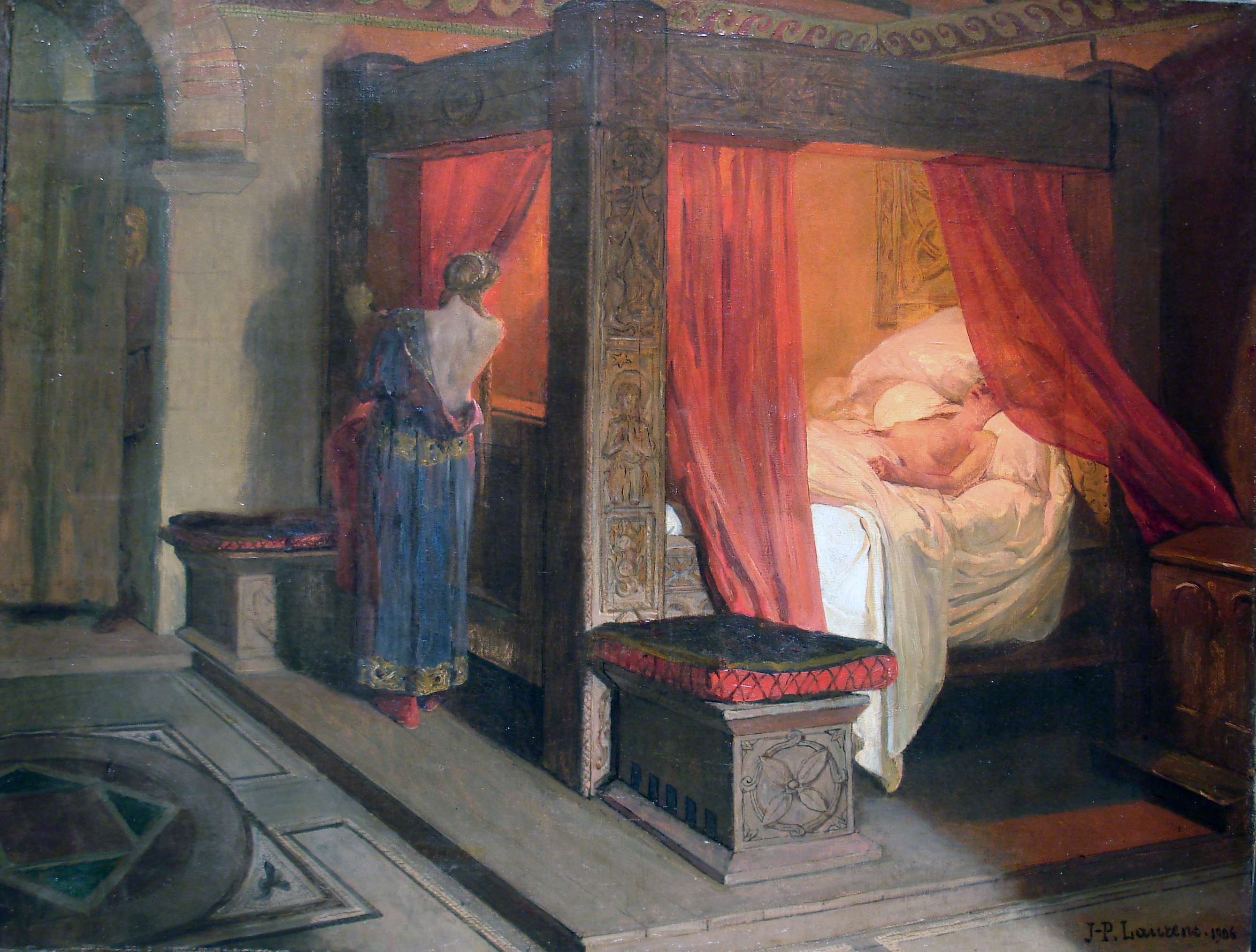
La Mort de Galswinthe, 1906, de Jean-Paul Laurens.